# Tipula (Lunatipula) phaidra
Tipula (Lunatipula) phaidra is een tweevleugelige uit de familie langpootmuggen (Tipulidae). De soort komt voor in het Palearctisch gebied.